# 1203 (szám)
Az 1203 (római számmal: MCCIII) az 1202 és 1204 között található természetes szám.

## A szám a matematikában
A tízes számrendszerbeli 1203-as a kettes számrendszerben 10010110011, a nyolcas számrendszerben 2263, a tizenhatos számrendszerben 4B3 alakban írható fel.
Az 1203 páratlan szám, összetett szám, félprím. Kanonikus alakja 31 · 4011, normálalakban az 1,203 · 103 szorzattal írható fel. Négy osztója van a természetes számok halmazán, ezek növekvő sorrendben: 1, 3, 401 és 1203.
Az 1203 húsz szám valódiosztó-összegeként áll elő, ezek közül legkisebb az 1965.

## Csillagászat
- 1203 Nanna kisbolygó